# Atpara
Atpara (en bengali : আতপাড়া) est une upazila du Bangladesh dans le district de Netrokona. En 1991, on y dénombrait 120 491 habitants.